# 구포왜성
구포왜성(龜浦倭城, 일본어: カードカイ城 카도카이쇼[*])은 부산광역시 북구 덕천동에 있는 임진왜란 때 일본군이 쌓은 일본식 성곽(왜성)이다. 1972년 6월 26일 부산광역시의 기념물 제6호로 지정되었다.

## 개요
구포왜성은 김해 죽도왜성의 지성으로 1593년 일본장수 고바야카와(小早川隆景)가 김해와 양산 사이의 연락을 취하려는 목적으로 쌓은 왜성으로 낙동강변을 끼고 그 아래 선박이 정박할 수 있었다. 임진왜란시 일본군 나베시마(鍋島直茂)의 군사들이 주둔하면서 방어했는데 부산지역에 있는 11개의 왜성 가운데 흔적이 많이 남아 있는 편에 속하며, 일본에는 카도카이성(カードカイ城)으로 알려져 있다. 성 상단부의 석축지는 거의 완전하게 남아 있어 왜성 연구의 좋은 자료이다. 성벽은 나사모양으로 아래쪽에서 위쪽으로 올라가면서 좁히면서 올려 쌓았다. 구포왜성이 위치한 의성산은 거북이 형태의 산으로, 높고 넓은 쪽에 본성이 있고, 머리 부분인 낮은 산에 외성이 있었으나, 외성이 있던 머리 부분은 부산북구문화빙상센터가 건립되면서 사라졌다.
구포왜성 본성은 왜성 흔적이 많이 남아있는 상태로 최고 10m 높이의 성벽과 성의 상단부의 석축지 1개의 누각지가 남아있어, 일본식 성의 연구에 좋은 자료로 평가되고 있다.

## 현지 안내문
이 성은 임진왜란 때 일본군의 장수 고바야까와 등이 김해와 양산 사이의 연락을 취하기 위하여 쌓은 일본식 성으로 김해 죽도성의 지성이다. 일명 감동포성이라고도 하며, 구법곡의 신이라고도 한다. 지역 주민들은 이곳을 의성이라 부른다. 이것은 신라시대에 왜구의 침략을 받게 되자 신랴의 황용 장군이 오백명의 군사를 이끌고 성을 지키다가 장렬하게 최후를 맞았다는 전설과 관련되어 있다. 이 성은 금정산 한 지맥이 끝나는 구포지방에 위치하고 있는데, 서쪽으로 낙동강을 끼고 있어 선박을 정박할 수 있도록 하였다.
임진왜란 당시에는 일본군의 장수 나베지마의 군사들이 주둔하였다고 한다. 성안에 천수각지 1개소가 남아 있으며, 성의 상단부에는 10m 높이의 성벽이 거의 완벽하게 남아 있다.
성벽은 비스듬히 경사져 있으며, 아랫쪽에서 위쪽으로 올라가면서 나사모양으로 돌며 성수각지 1개소가 비스듬히 경사져 있으며, 아래쪽에서 위쪽으로 올라가면서 나사모양으로 감돌며 좁혀 올렸다. 임진왜란 당시 일본군이 쌓은 일본식 성의 연구에 좋은 자료가 된다.

### 동아대학교박물관 해설
실내빙상장의 건립으로 인하여 2002년과 2004년 2차례에 걸쳐 동아대학교 박물관에서 지성부를 발굴조사하였다.
조사에서 구릉 정상부를 정방형에 가까운 형태로 둘려진 폭 3m, 깊이 1m의 단면 ‘V’자상의 공굴을 비롯하여 그 위에 조성된 토루와 외곽으로 장옥 24동, 호구, 수혈유구, 굴절 등이 조사되었다. 장옥은 정면 8칸, 측면 1칸, 정면 2칸, 측면 6칸 등의 건물로 주혈 간격은 180~200cm 정도이다.
출토유물로는 일본 전국시대 조리용구인 스리바찌(㨹鉢)와 중국 명대의 청화백자편, 조선시대의 분청사기편, 지석편, 와편 등이 출토되었다.

## 갤러리

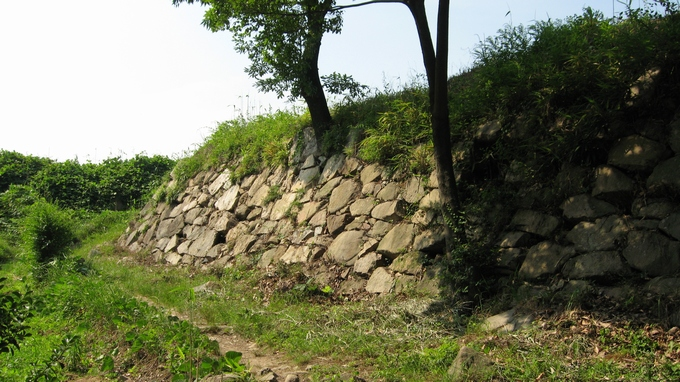

## 같이 보기
- 김해 죽도왜성(구포왜성의 본성)

## 참고 자료
- 구포왜성 - 국가유산청 국가유산포털